# Сарижаз (Райимбецький район)
Сарижа́з (каз. Сарыжаз) — село у складі Райимбецького району Алматинської області Казахстану. Адміністративний центр Сарижазького сільського округу.
Населення — 2856 (2021; 4011 у 2009, 4126 у 1999, 5352 у 1989).